# John M. Davy

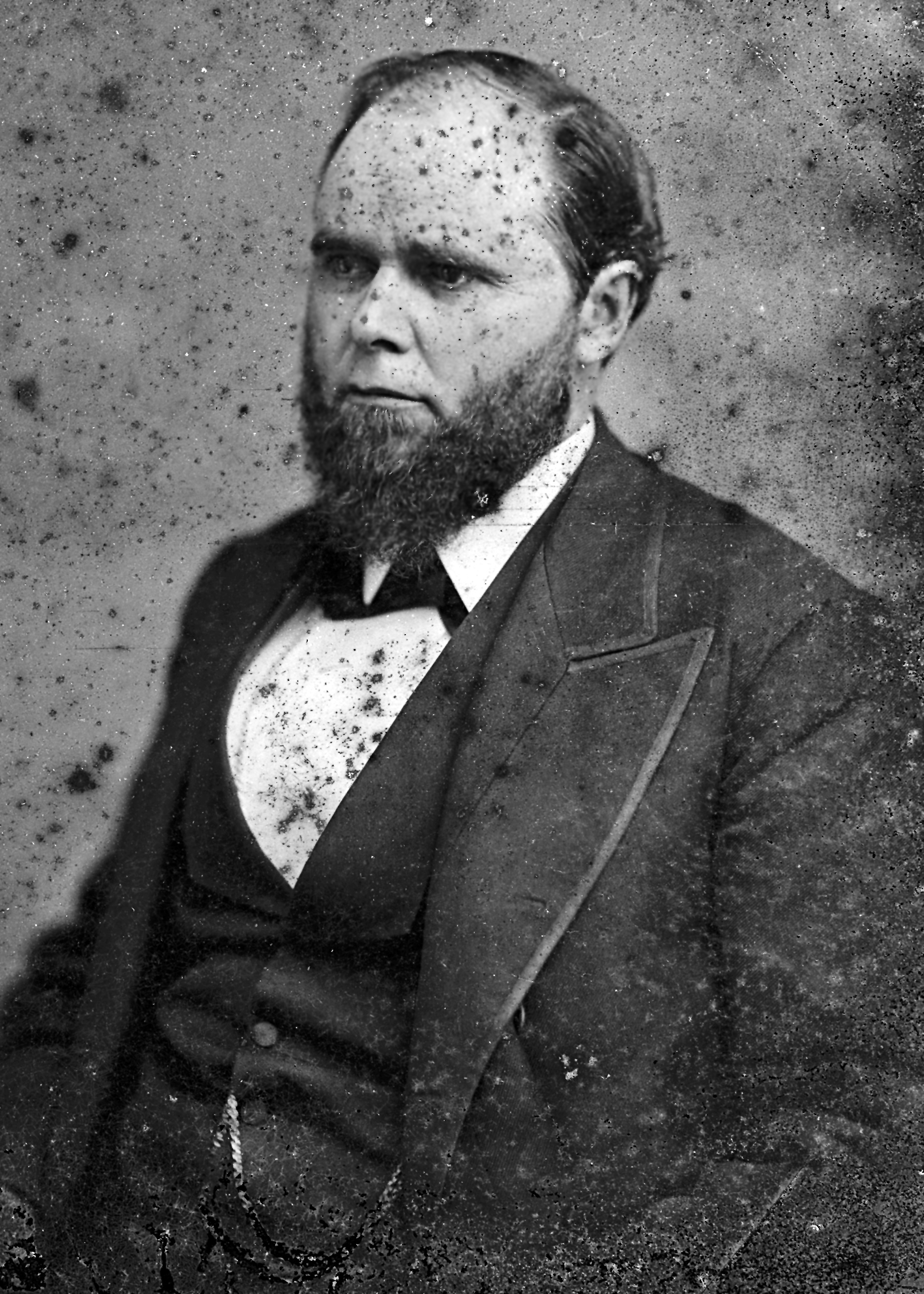
John M. Davy

John Madison Davy (* 29. Juni 1835 in Ottawa, Kanada; † 21. April 1909 in Atlantic City, New Jersey) war ein US-amerikanischer Politiker. Zwischen 1875 und 1877 vertrat er den Bundesstaat New York im US-Repräsentantenhaus.

## Werdegang
Noch in seinem Geburtsjahr 1835 kam John Davy mit seinen Eltern nach Rochester im Staat New York. Er besuchte die öffentlichen Schulen seiner neuen Heimat und die Monroe Academy in East Henrietta. In den Jahren 1862 und 1863 nahm er für einige Zeit als Oberleutnant in einer Infanterieeinheit am Bürgerkrieg teil. Nach einem Jurastudium und seiner 1863 erfolgten Zulassung als Rechtsanwalt begann er in Rochester in diesem Beruf zu arbeiten. Zwischen 1868 und 1872 fungierte er als Bezirksstaatsanwalt im dortigen Monroe County; von 1872 bis 1875 war er Leiter der Zollbehörde im Hafen von Genesee.
Politisch schloss sich Davy der Republikanischen Partei an. Bei den Kongresswahlen des Jahres 1874 wurde er im 30. Wahlbezirk von New York in das US-Repräsentantenhaus in Washington, D.C. gewählt, wo er am 4. März 1875 die Nachfolge von George Gilbert Hoskins antrat. Da er im Jahr 1876 nicht bestätigt wurde, konnte er bis zum 3. März 1877 nur eine Legislaturperiode im Kongress absolvieren.
Nach dem Ende seiner Zeit im US-Repräsentantenhaus praktizierte John Davy zunächst wieder als Anwalt. Zwischen 1889 und 1905 war er Richter am Supreme Court of New York. Danach war er wieder als Rechtsanwalt tätig. Er starb am 21. April 1909 in Atlantic City und wurde in Rochester beigesetzt.